# Capo Nordkinn
Capo Nordkinn (anche chiamato Kinnarodden) è il punto più a nord dell'Europa continentale (quindi escluse le isole), situato nella parte più settentrionale della Norvegia. Si trova sulla penisola di Nordkinn, a circa 20 km dal villaggio di Mehamn, nella contea di Finnmark.
Il nome esatto del capo è "Kinnarodden", in quanto il Nordkinn è l'altura che si estende sul capo.
A 71° 08′ 02″ N, è situato a un paio di minuti a sud di Capo Nord, considerato spesso il punto il più settentrionale dell'Europa continentale, come anche il promontorio di Knivskjellodden più a nord del precedente e anch'esso spesso citato come estremità nord del continente. Essendo però entrambi sull'isola di Magerøya, non possono essere considerati tali; neanche considerando tutte le isole questi due capi sono l'estremità settentrionale, in quanto sono largamente superati da Capo Fligeli, nell'isola del Principe Rodolfo, Terra di Francesco Giuseppe, Russia, con coordinate 81°50′35″N 59°14′22″E. 
In contrasto con Capo Nord, con le sue infrastrutture turistiche per i visitatori, capo Nordkinn è invece un luogo solitario, che si può visitare solo con una gita (un giorno di andata da Mehamn e un giorno di ritorno), ed è raggiungibile anche in barca.

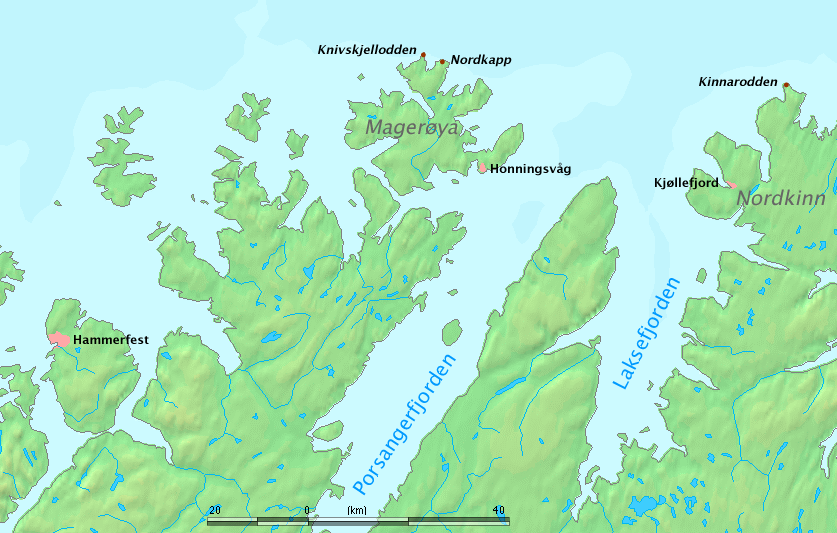
La posizione di Capo Nord, Knivskjellodden e Kinnarodden